# Roczniki Dziejów Ruchu Ludowego
Roczniki Dziejów Ruchu Ludowego – rocznik ukazujący się od 1959 roku.

## Historia
Wydawcą „Roczników” był od 1959 Zakład Historii Ruchu Ludowego Zjednoczonego Stronnictwa Ludowego, od 1992 jako Zakład Historii Ruchu Ludowego NKW PSL.

## Redaktorzy naczelni
Redaktorami naczelnymi byli: Czesław Wycech i Jan Szkop (od 1962), S. Lato (od 1969), Zygmunt Hemmerling (od 1980), Tadeusz Kisielewski (od 1984). Od 1992 redaktorem naczelnym jest Janusz Gmitruk.
W periodyku publikowane są artykuły, teksty źródłowe oraz recenzje prac dotyczących dziejów polskiego ruchu ludowego.